# Кладбище Мадлен

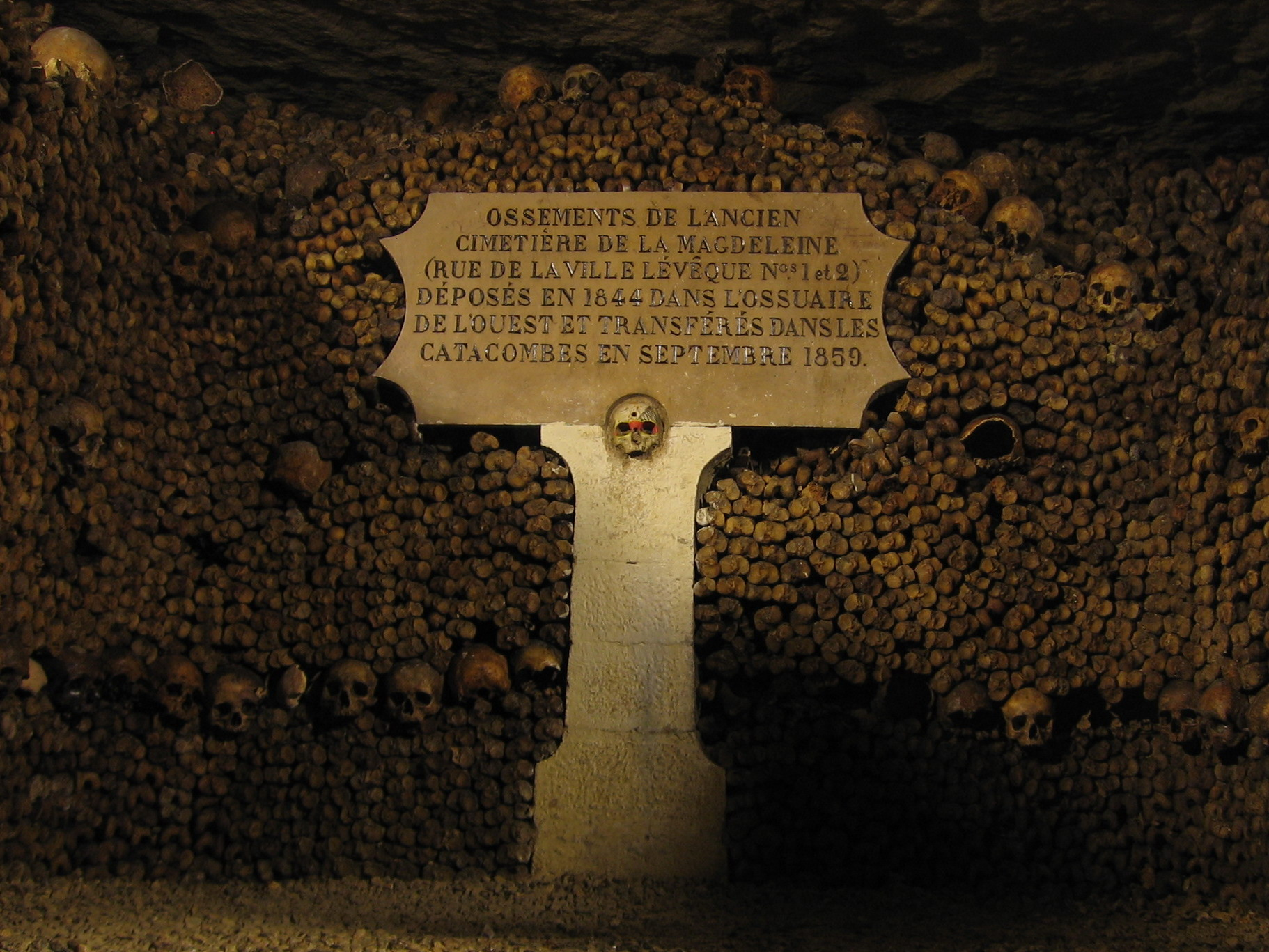
Останки с кладбища Мадлен в парижских Катакомбах

Кла́дбище Мадле́н (фр. Cimetière de la Madeleine) — бывшее кладбище Парижа, на месте которого в настоящее время находится Сквер Людовика XVI с Часовней покаяния (VIII округ).

## Во время французской революции
На кладбище были погребены обезглавленные трупы казнённых на гильотине, которые сбрасывались в ров и посыпались негашёной известью для ускорения процесса разложения. Здесь были похоронены:
- Людовик XVI (21 января 1793 г.)
- Мария-Антуанетта (16 октября 1793 г.)
- Шарлотта Корде (18 июля 1793 г.)
- 22 жирондиста (31 октября 1793 г.), в том числе Жак-Пьер Бриссо и Пьер Виктюрниен Верньо.
- Олимпия де Гуж (3 ноября 1793 г.)
- Филипп Эгалите, герцог Орлеанский (6 ноября 1793 г.)
- Манон Жанна Ролан (8 ноября 1793 г.)
- Жанна Дюбарри (8 декабря 1793 г.)
- Жак-Рене Эбер и его сторонники (24 марта 1794 г.)

Неизвестно, сколько трупов здесь было погребено, но оценки варьируют от сотен до трёх тысяч. На следующий день после казни «эбертистов» кладбище было закрыто, позже его территория стала частным владением. Останки были перенесены на кладбище Эрранси, которое действовало с 25 марта 1793 года до конца мая 1795 года, а оттуда в катакомбы Парижа.